# Деммлер, Георг Адольф
Георг Адольф Де́ммлер (нем. Georg Adolf Demmler; 22 декабря 1804, Берлин — 2 января 1886, Шверин, Мекленбург-Шверин) — немецкий архитектор и политический деятель.

## Биография
Родился 22 декабря 1804 года в Берлине. Учился в Берлинской архитектурной академии у Карла Фридриха Шинкеля. По рекомендации Шинкеля в 1824 году был принят на государственную службу в Мекленбурге. 
В 1830—1851 годах создал целый ряд зданий в Шверине, в том числе арсенал, дворец Великого герцога, манеж и театр.
Участвовал в политическом движении. Сочувствовал рабочему классу; ввёл оригинальную систему оплаты, позволявшую распределить всю прибыль от строительства среди рабочих. В 1851 году из-за своей политический деятельности был уволен со службы. После шести лет, проведённых в поездках по Европе, вернулся в Шверин и занялся исключительно политикой.
В 1859 году Деммлер стал одним из основателей национального общества, а после 1866 года примкнул в Штутгарте к леволиберальной Немецкой народной партии. Через десять лет перешёл в стан социал-демократов. 
В 1877 году был избран в рейхстаг, но уже через год отказался от своих полномочий.
Умер 2 января 1886 года в Шверине.

## Здания и сооружения
Здания и сооружения Деммлера сформировали образ города Шверина.

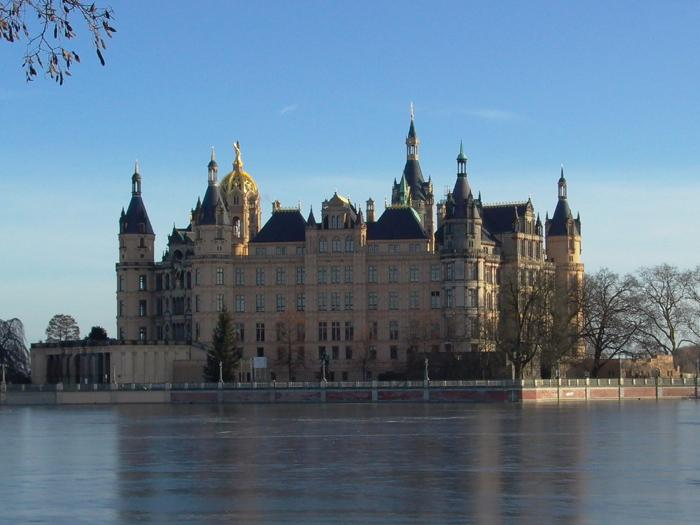
Шверинский замок
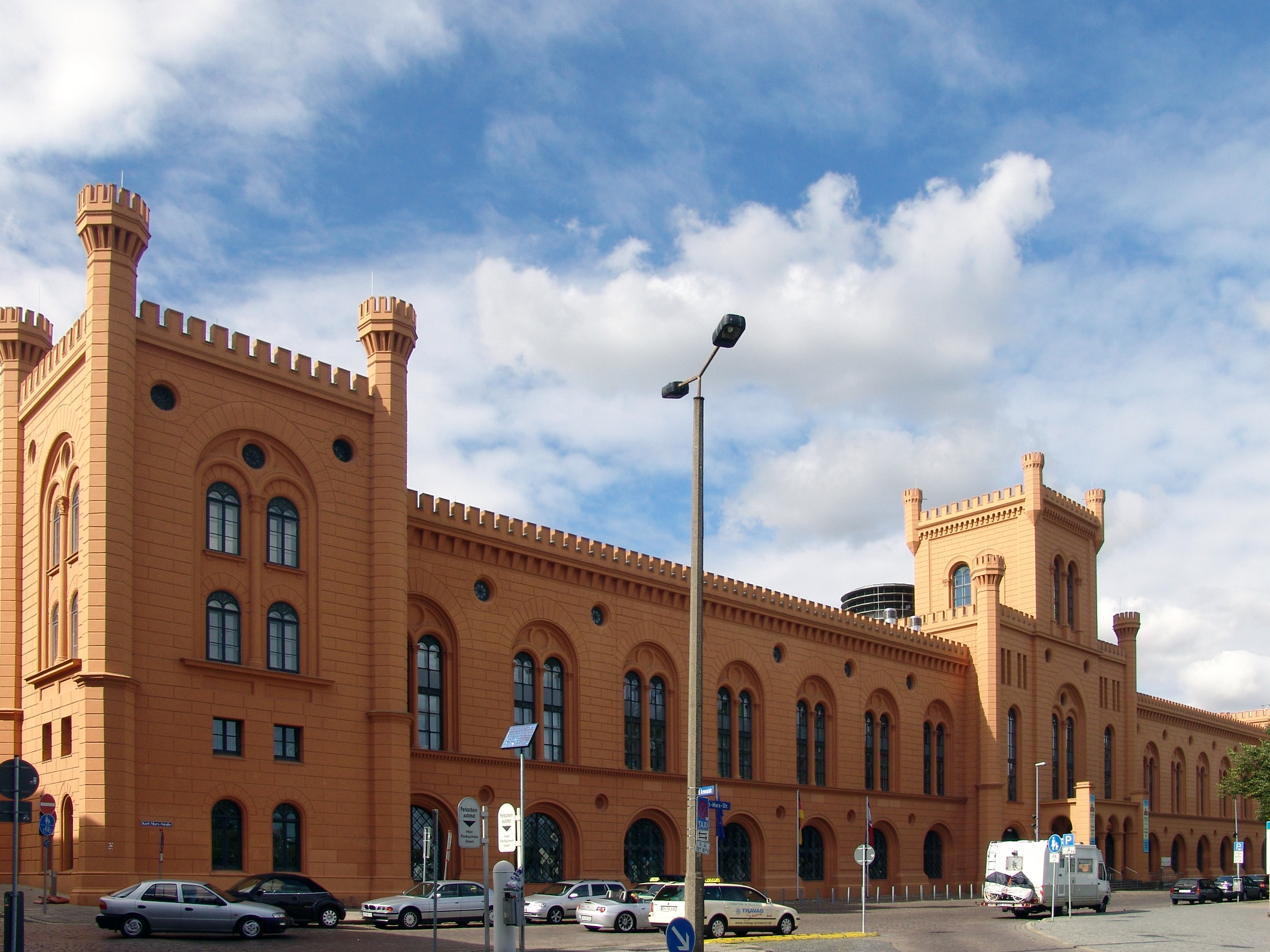
Арсенал
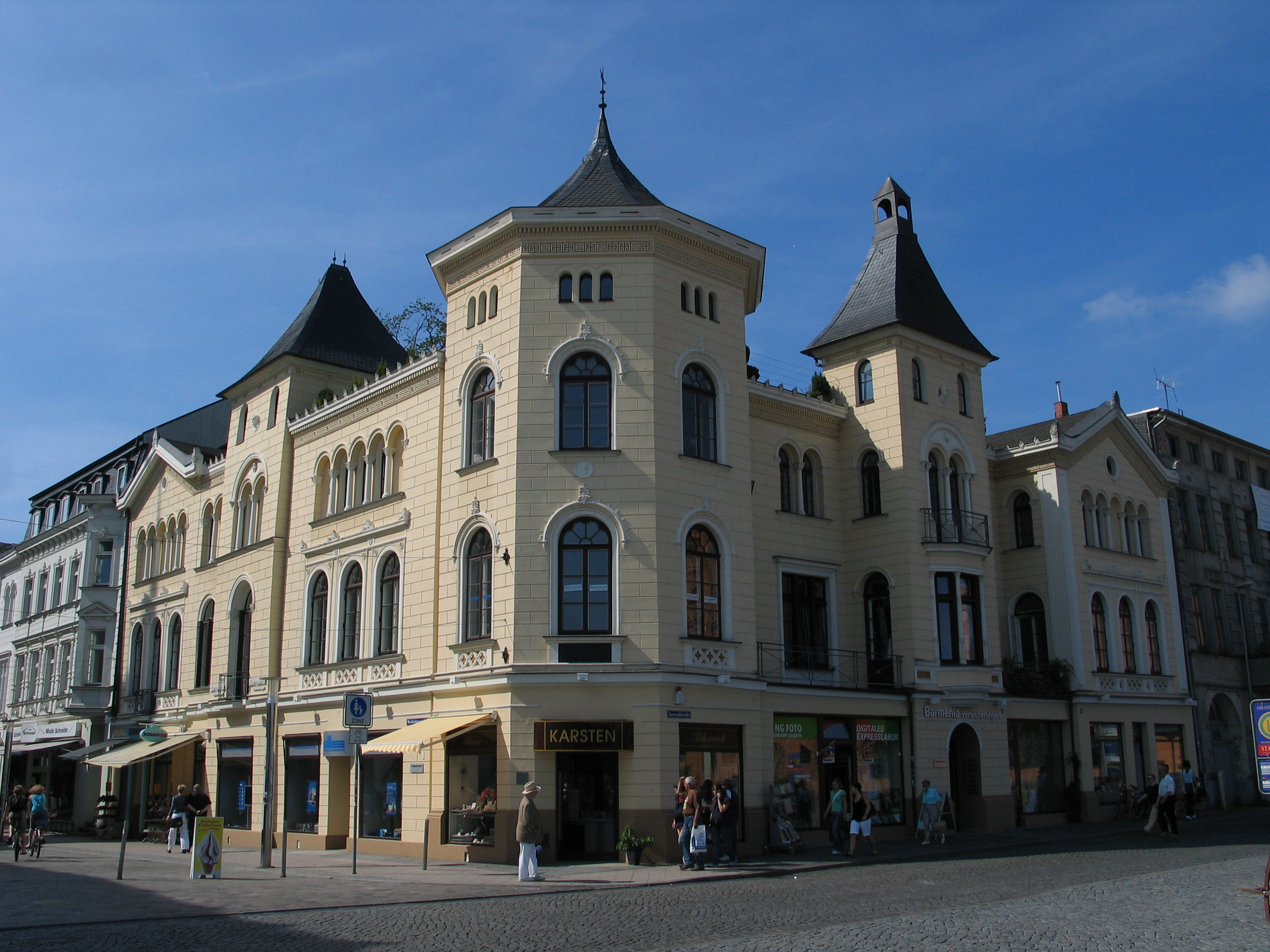
Жилой дом Деммлера, Мекленбургштрассе, 1
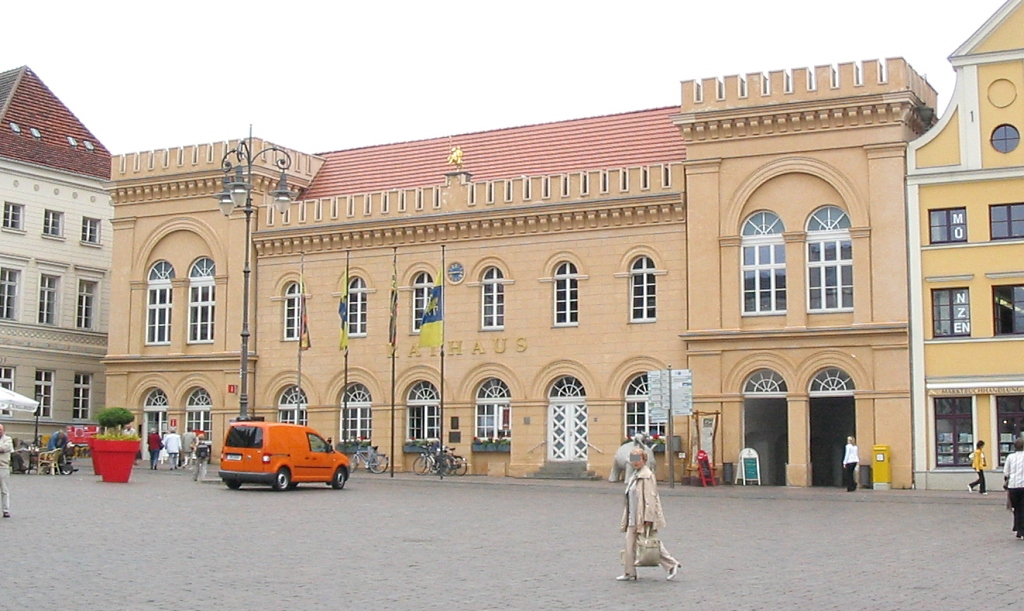
Шверинская ратуша